# Quartier du Red Light de Montréal
Le quartier du Red Light de Montréal ou Quartier Lumière Rouge de Montréal, parfois appelé le Red Light de Montréal, est une zone géographique de Montréal où les cabarets et les commerces illicites étaient actifs dès le milieu du XIXe siècle, mais surtout entre 1925 et le début des années 1960. Le terme Red Light (« lumière rouge » en français) rappelle les anciennes lanternes aux portes des maisons closes. Le commerce du jeu, les débits de boisson illégaux et le proxénétisme ont marqué l'histoire de ce lieu, aussi liée à la prohibition aux États-Unis et au caractère portuaire de la ville. Au début du XXIe siècle, on retrouve encore trace de ce type de commerces, mais de façon beaucoup plus discrète et modérée.
Les spectacles de variétés qui émaillaient la vie du quartier mettaient en vedette plusieurs artistes étrangers et le quartier fut le point de départ pour plusieurs artistes québécois. Il reste encore aujourd'hui quelques bars de danseuses et cabarets dans le quartier, comme le Café Cléopâtre, menacé en 2009 par un projet de réhabilitation du quadrilatère Saint Laurent, le Carré Saint-Laurent.

## Description
Dans cette zone géographique, le commerce de la prostitution, du jeu et de la boisson était plus actif pour au moins deux raisons :
1. la proximité du centre-ville, lequel est souvent un attrait touristique majeur,
2. la densité élevée de commerces de boissons alcoolisés (tavernes, bars, clubs de rencontre, cabarets, etc.)

La dimension de cette zone diffère selon les auteurs et la période historique. En 1973, selon Viviane Namaste, il s'agissait du quadrilatère délimité par le boulevard René-Lévesque, la rue Sherbrooke, le boulevard Saint-Laurent et la rue Saint-Denis. Selon Daniel Proulx, il était délimité dès le début du XXe siècle par la rue Sherbrooke au nord, la rue Saint-Denis à l'est, la rue Bleury à l'ouest et par le quartier du Vieux-Montréal au sud. Toujours selon Daniel Proulx, il se concentre aujourd'hui autour de l'intersection des rues Sainte-Catherine et Saint-Laurent, le carrefour des Mains (boulevard Saint-Laurent et rue Sainte-Catherine), cœur historique du Red Light.
|  |  |  |  |

## De la Confédération à la Première Guerre Mondiale
L'origine de ce quartier remonte au début de la Confédération canadienne, en 1867.
Dès 1908, on rapporte des rafles policières contre les milieux de la prostitution. Les arrestations dans les « maisons de tolérance » iront en s'intensifiant dans les premières décennies du XXe siècle. Le trafic d'êtres humains pour alimenter cette pratique étendait ses réseaux aux États-Unis, au Mexique et en France. Il concernait aussi les hommes, comme le mentionne Daniel Proulx au sujet du projet d'ouverture d'une maison close d'hommes, affaire pour laquelle un ancien marchand d'articles religieux aurait été arrêté.
Le commerce illégal du jeu faisait lui aussi l'objet de descentes de police. On saisit par exemple en 1916 chez MM. Demitree et Wilson des tables de dés et de roulette. La corruption alimentait la tolérance vis-à-vis des maisons de jeu, de prostitution et des fumeries d'opium. Des groupes de pression se mobilisèrent en 1906 pour créer la Ligue antialcoolique, qui militait auprès des élus provinciaux pour durcir la loi. Puis en 1909 fut créée une « escouade des mœurs ». Le 1er mai 1919, une loi de prohibition fut votée, sans être jamais appliquée. L'archevêque de Montréal, Mgr Bruchési, ainsi que l'abbé Luche, officiant à l'église Notre-Dame et fondateur de la Ligue des bonnes mœurs, furent parmi les figures de cette lutte menée au nom de la moralité publique.
Déjà, les cabarets accueillaient des spectacles burlesques, comme au Royal, au Régal, au Parisien, ou au Klondyke. À l'époque se produisaient par exemple la danseuse Millie de Leon et la troupe Hollywood Scandals, qui donna un spectacle au Gayety en 1927. Les affiches promotionnelles de ces spectacles étaient contrôlées et parfois censurées.

## Des «années glorieuses» à la crise de 1929
Entre les années 1920 et le milieu des années 1960 se développent dans ce quartier un nombre impressionnant de cabarets qui reçoivent des artistes de grande renommée venus des États-Unis et de la France pour s'y produire. Montréal obtient rapidement une réputation de ville festive et attire des touristes en grand nombre, notamment des Américains. De nombreux artistes américains de jazz viennent y jouer. Toutefois, cette effervescence attire aussi la prostitution, les maisons de jeux, les débits d'alcool clandestins et la toxicomanie dans le quartier. On parle des « années folles ». Les années 1920 correspondent aussi à un pic d'activité du port de Montréal, qui se classe alors parmi les premiers ports d'exportation céréalière au monde.
Après la Première Guerre mondiale, la présence du crime organisé se renforce à Montréal. Les autorités religieuses s'en alarment : « Le mal envahit Montréal tout entier ! » s'exclame l'abbé Gauthier à l'occasion d'une conférence organisée par la Ligue des bonnes mœurs en 1919. Les critiques contre le Red Light prônent la défense des principes de moralité et d'hygiène publique. La syphilis fait alors rage dans les milieux de la prostitution, et la pègre tire les ficelles du crime organisé. Ruth Bennett, le barbier Doré et Johnny The Wrap font les manchettes des journaux lors des audiences au tribunal. Avec La Nouvelle-Orléans, autre ville portuaire, Montréal devient une grande métropole du crime en Amérique du Nord.
Les campagnes contre le crime et la corruption se multiplient dans les années 1920. En 1923, un regroupement de notables appelé le Comité des seize lance un film pour sensibiliser aux risques de la consommation de stupéfiants (« Le pire fléau »). Les descentes de police dans les maisons closes conduisent à l'arrestation de centaines de prostituées dans la même nuit. Mais les forces de l'ordre sont elles-mêmes soupçonnées de corruption (collusion avec des tenanciers de bordels, de maisons de jeux et des organisations criminelles, participation à des cambriolages et attaques à main armée).
En 1924, une commission d'enquête est instituée pour déterminer le degré de corruption dans la force policière. Elle est présidée par le juge Louis Coderre, et mène à de très nombreuses audiences pendant un an. Deux détectives de Chicago, surnommés Hadick et Schwaren, participent à l'enquête. La commission lève le voile sur près de 300 bordels et plusieurs milliers de locataires à l'ouvrage, dans des conditions sanitaires médiocres. Après le dépôt du rapport d'enquête, certains policiers démissionnent, tandis que d'autres sont limogés. Mise en accusation, l'escouade des mœurs est dissoute, mais les plus gradés s'en tirent plutôt à bon compte. Et dès 1926, l'activité du Red Light reprend. De nouveaux scandales éclatent, comme celui de l'affaire Merle, ancien soldat français de la Grande Guerre, qui fut condamné à l'échafaud en 1927.

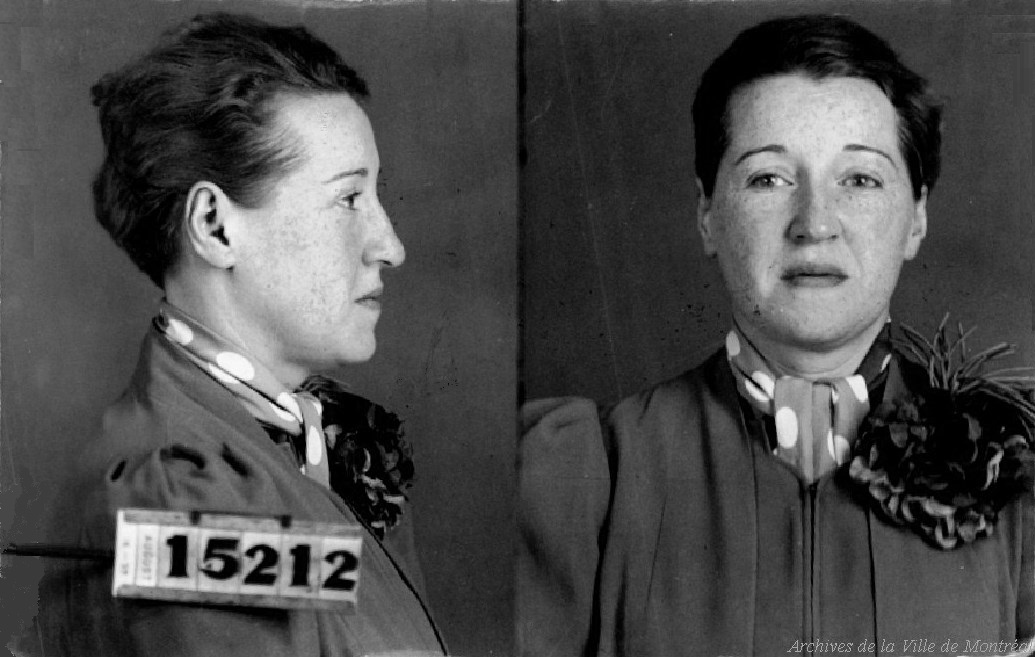
Anna Labelle, alias Mme Émile Beauchamp, tenancière, 1939

La crise boursière de 1929 jette sur le pavé du Red Light un petit peuple ruiné. La Grande Dépression accentue la misère sociale. En 1930, un nouveau chef de police décide de s'attaquer au crime organisé qui contrôle cette zone. Fernand Dufresne parvient à réduire le nombre de commerces illicites pendant un moment, mais reçoit plusieurs menaces de mort, dont certaines faillirent être mises à exécution. Les conséquences du krach de 1929 se faisant sentir notablement, la Ville préfère mettre à l'amende les contrevenants plutôt que de les emprisonner.

## Après la Seconde Guerre mondiale
Après la Seconde Guerre mondiale, les activités du Red Light augmentent. On assiste à l'apparition d'un nombre important de nouveaux cabarets à Montréal qui attirent un public important. L'un des bars les plus réputés de l'époque, Au Faisan Doré, participe à l'émergence d'une nouvelle génération d'artistes québécois francophones, mais est aussi lié à un mafioso appelé à devenir célèbre, Vincent Cotroni. Les efforts de la police, toujours dirigée par Dufresne, ne parviennent pas à enrayer les commerces illicites.
En 1946, Dufresne nomme Pacifique Plante responsable de l'escouade des mœurs. Allié à un avocat qui devint maire par la suite, Jean Drapeau, Plante tente de mettre un terme à l'expansion du crime organisé dans ce quartier et ailleurs dans la ville, mais en vain.
Un secteur du quartier est rasé en 1958-1959 pour laisser place à un complexe de logements sociaux : les Habitations Jeanne-Mance.
Jean Drapeau est défait aux élections de 1957, mais revient au pouvoir en 1960 et y demeure pendant deux décennies. Il durcit la réglementation municipale à l'égard des commerces illicites qui y prospérent, ce qui atteint irrémédiablement les activités du « quartier du Red Light ».
Après l'Exposition universelle de 1967, le monde des cabarets montréalais n'est plus, pour ainsi dire, qu'un souvenir.
Le vaste quartier où l'on retrouvait les cabarets montréalais dans les années 1950 est animé aujourd'hui par le projet du Quartier des spectacles.